# Chessmaster
Chessmaster – seria komputerowych programów szachowych stworzonych przez Ubisoft. Gracz może rozgrywać swoje partie z innymi graczami w sieci, bądź wybrać jednego z wielu przeciwników o zróżnicowanych poziomach trudności (zapisanych w tym programie). Program na podstawie profilu gracza i ostatniej rozgrywki sugeruje graczowi dobór przeciwnika o poziomie umiejętności dostosowanym do aktualnych jego umiejętności. Wśród zapisanych w programie przeciwników można znaleźć również szeroko znane nazwiska szachowych mistrzów.
Seria gier Chessmaster rozpoczęła się w 1986 roku wydaniem gry Chessmaster 2000. W 1991 roku został wydany Chessmaster 3000. Silnik, na którym oparta jest gra, nazywa się The King i został stworzony przez Holendra Johana de Koninga. We wrześniu 2002 roku Chessmaster 9000 pokonał międzynarodowego arcymistrza Larry Christiansena (trzykrotnego mistrza Stanów Zjednoczonych) wygrywając z nim 2½ – 1½.
Najnowsza wersja: Chessmaster XI – The Art of Learning (wydana 30 października 2007 roku) zawiera między innymi Akademię, w której znaleźć można lekcje przygotowane przez Joshuę Waitzkina.
Gra umożliwia dwu i trójwymiarowy widok planszy z pionkami oraz wybór wyglądu pionków na bardziej oryginalny, uaktywnienie niektórych dodatków wymaga wypełnienia dodatkowych warunków – wygrania określonej ilości partii rankingowych.